# Hrvatski nogometni kup 2020-2021
La Hrvatski nogometni kup 2020./21. (coppa croata di calcio 2020-21) fu la trentesima edizione della coppa nazionale croata, fu organizzata dalla Federazione calcistica della Croazia ed iniziò nel settembre 2020 e si concluse nel maggio 2021.
A causa della pandemia del coronavirus, tutta la competizione, eccetto i sedicesimi di finale, si svolse senza pubblico.
Il detentore era il Rijeka, che in questa edizione fu eliminato in semifinale.
Il trofeo fu vinto dalla Dinamo Zagabria, al suo sedicesimo titolo nella competizione, la sua ventitreesima coppa nazionale contando anche le sette della Coppa di Jugoslavia.
Dato che la Dinamo vinse anche il campionato, il posto in UEFA Europa League 2021-2022 andò alla quarta classificata, l'Hajduk Spalato.

## Formula e partecipanti
Alla competizione partecipano le migliori squadre delle divisioni superiori, con la formula dell'eliminazione diretta, tutti i turni sono disputati in gara unica.
Al turno preliminare accedono le squadre provenienti dalle  Županijski kupovi (le coppe regionali): le 21 vincitrici più le finaliste delle 11 coppe col maggior numero di partecipanti.
Le prime 16 squadre del ranking quinquennale di coppa (63 punti alla vincitrice della coppa, 31 alla finalista, 15 alle semifinaliste, 7 a quelle che hanno raggiunto i quarti, 3 a quelle eliminate agli ottavi, 1 se eliminate ai sedicesimi) sono ammesse di diritto ai sedicesimi di finale.

### Ammesse di diritto ai sedicesimi di finale
Le prime 16 squadre (coi punti) del ranking 2014-2019 entrano di diritto nei sedicesimi della Coppa 2020-21 :
- 1 Dinamo Zagabria (251 punti)
- 2 Rijeka (171)
- 3 Hajduk Spalato (75)
- 4 Slaven Belupo (51)
- 5 RNK Spalato (48)
- 6 Osijek (47)
- 7 Lokomotiva Zagabria (43)
- 8 Inter Zaprešić (37)
- 9 Istria 1961 (23)
- 10 Vinogradar (19)
- 11 Zara (17)
- 12 Sebenico (15)
- 13 Cibalia (13)
- 14 NK Zagabria (13)
- 15 Rudeš (10)
- 16 Novigrad (9)

### Le finali regionali
Le Županijski kupovi (le coppe regionali) 2019-2020 hanno qualificato le 32 squadre (segnate in giallo) che partecipano al turno preliminare della Coppa di Croazia 2020-21. Si qualificano le 21 vincitrici più le finaliste delle 11 coppe col più alto numero di partecipanti.
| Zona                                    | Regione                       | Vincitore             | Finalista     | Risultato     |
| OVEST                                   |                               |                       |               |               |
| --------------------------------------- | ----------------------------- | --------------------- | ------------- | ------------- |
| OVEST                                   | Regione istriana              | Rudar Labin           | Pazinka       | 2–0           |
| OVEST                                   | Regione litoraneo-montana     | Crikvenica            | Opatija       | 1–1 (4-3 dtr) |
| OVEST                                   | Regione della Lika e di Segna | Lika Korenica         | Otočac        | 1–1 (5-3 dtr) |
| CENTRO                                  |                               |                       |               |               |
| Città di Zagabria                       | Sesvete                       | Trešnjevka            | 2–0           |               |
| Regione di Zagabria                     | Kurilovec                     | HNK Gorica            | 2–2 (7-5 dtr) |               |
| Regione di Krapina e dello Zagorje      | Gaj Mače                      | Zagorec Krapina       | 3–2           |               |
| Regione di Karlovac                     | Karlovac                      | Duga Resa             | 3–0           |               |
| Regione di Sisak e della Moslavina      | Mladost Petrinja              | Segesta               | 3–2           |               |
| NORD                                    |                               |                       |               |               |
| Regione di Virovitica e della Podravina | Papuk Orahovica               | Virovitica            | 4–1           |               |
| Regione di Koprivnica e Križevci        | Tehnika Koprivnica            | Ferdinandovac         | 3–1           |               |
| Regione del Međimurje                   | Polet (SMnM)                  | Rudar Mursko Središće | 4–0 e 3–1     |               |
| Regione di Varaždin                     | Varaždin                      | Ivančica Ivanec       | 1–1 (7-6 dtr) |               |
| Regione di Bjelovar e della Bilogora    | Mladost Ždralovi              | Bjelovar              | 3–0           |               |
| EST                                     |                               |                       |               |               |
| Regione di Osijek e della Baranja       | Belišće                       | BSK Bijelo Brdo       | 1–1 (4-3 dtr) |               |
| Regione di Vukovar e della Sirmia       | Graničar Županja              | Dilj Vinkovci         | 2–1           |               |
| Regione di Požega e della Slavonia      | Slavonija Požega              | BSK Buk               | 7–1           |               |
| Regione di Brod e della Posavina        | Sloga Nova Gradiška           | Oriolik Oriovac       | 0–0 (3-0 dtr) |               |
| SUD                                     |                               |                       |               |               |
| Regione zaratina                        | Primorac Biograd              | Polača                | 1–0           |               |
| Regione di Sebenico e Tenin             | Mladost Tribunj               | Zagora Unešić         | 4–2           |               |
| Regione spalatino-dalmata               | Croatia Zmijavci              | Solin                 | 2–1           |               |
| Regione raguseo-narentana               | GOŠK Dubrovnik 1919           | Neretva Metković      | 1–1 (7-6 dtr) |               |

Questo il ranking delle 32 squadre qualificate:
- 1  Gorica (11 punti)
- 2 Varaždin (8 punti)
- 3 BSK Bijelo Brdo (4 punti, II divisione)
- 4 Bjelovar (4 punti, III divisione)
- 5 Sesvete (3 punti, II divisione)
- 6 Mladost Ždralovi (3 punti, III divisione, 1º posto)
- 7 Belišće (3 punti, III divisione, 2º posto)
- 8 Gošk 1919 Dubrovnik (3 punti, III divisione, 5º posto)
- 9 Sloga NG (3 punti, III divisione, 16º posto)
- 10 Kurilovec (2 punti, III divisione, 2º posto)
- 11 Slavonija Požega (2 punti, III divisione, 7º posto)
- 12 Oriolik (2 punti, III divisione, 11º posto)
- 13 Croatia Zmijavci (1 punto, II divisione)
- 14 Mladost Petrinja (1 punto, III divisione, 3º posto)
- 15 Primorac Biograd (1 punto, III divisione, 13º posto)
- 16 Karlovac 1919 (1 punto, IV divisione)
- 17 Polet SMnM (0 punti, III divisione, 2º posto)
- 18 Rudar Labin (0 punti, III divisione, 3º posto)
- 19 Crikvenica (0 punti, III divisione, 4º posto)
- 20 Rudar MS (0 punti, III divisione, 6º posto)
- 21 Pazinka (0 puntim III divisione, 7º posto)
- 22 Virovitica (0 punti, III divisione, 8º posto)
- 23 Graničar Županja (0 punti, III divisione, 8º posto)
- 24 Gaj Mače (0 punti, III divisione, 9º posto)
- 25 Papuk Orahovica (0 punti, III divisione, 10º posto)
- 26 Ferdinandovac (0 punti, IV divisione, 2º posto)
- 27 Ivančica (0 punti, IV divisione, 2º posto)
- 28 Dilj Vinkovci (0 punti, IV divisione, 3º posto)
- 29 Segesta (0 punti, IV divisione, 5º posto)
- 30 Tehnika Koprivnica (0 punti, IV divisione, 12º posto)
- 31 Lika '95 Korenica (0 punti, V divisione, 1º posto)
- 32 Mladost Tribunj (0 punti, V divisione, 3º posto)

### Riepilogo
| turno d'entrata | 1ª Divisione 1.HNL                                                                                  | 2ª Divisione 2.HNL                                                                 | 3ª Divisione 3.HNL | 4ª Divisione (livello interregionale)                                              | 5ª Divisione 1.ŽNL (1º livello regionale)                                          |
| --------------- | --------------------------------------------------------------------------------------------------- | ---------------------------------------------------------------------------------- | --- | ---------------------------------------------------------------------------------- | ---------------------------------------------------------------------------------- |
| dai 16esimi     | Dinamo Zagabria Hajduk Spalato Istria 1961 Lokomotiva Zagabria Osijek Rijeka Sebenico Slaven Belupo | Cibalia Inter Zaprešić Rudeš                                                       | Novigrad RNK Spalato | NK Zagabria                                                                        | Vinogradar Zara                                                                    |
| dal preliminare | HNK Gorica Varaždin                                                                                 | BSK Bijelo Brdo Croatia Zmijavci Sesvete                                           | Belišće Bjelovar Crikvenica Gaj Mače GOŠK Dubrovnik 1919 Graničar Županja Karlovac 1919 Kurilovec Mladost Petrinja Mladost Ždralovi Oriolik Oriovac Papuk Orahovica Pazinka Polet (SMnM) Primorac Biograd Rudar Labin Rudar Mursko Središće Segesta Slavonija Požega Sloga Nova Gradiška Virovitica | Dilj Vinkovci Ferdinandovac Ivančica Ivanec Tehnika Koprivnica                     | Lika Korenica Mladost Tribunj                                                      |
| non qualificate | nessuna                                                                                             | Dragovoljac Dubrava Dugopolje Junak Kustosija Medimurje Opatija Orijent Solin      | le altre 56 squadre | tutte le altre squadre                                                             | tutte le altre squadre                                                             |
| Note            | Le seconde squadre (Dinamo II, Hajduk II, etc) non possono partecipare alla coppa.                  | Le seconde squadre (Dinamo II, Hajduk II, etc) non possono partecipare alla coppa. | Le seconde squadre (Dinamo II, Hajduk II, etc) non possono partecipare alla coppa. | Le seconde squadre (Dinamo II, Hajduk II, etc) non possono partecipare alla coppa. | Le seconde squadre (Dinamo II, Hajduk II, etc) non possono partecipare alla coppa. |

### Calendario
| Turno                | Numero di incontri | Squadre | Entrano a questo turno                                                 | Date             |
| -------------------- | ------------------ | ------- | ---------------------------------------------------------------------- | ---------------- |
| Turno preliminare    | 16                 | 48 → 32 | Vincitrici delle 21 coppe regionali 11 finaliste delle coppe regionali | 9 settembre 2020 |
| Sedicesimi di finale | 16                 | 32 → 16 | Le migliori 16 del ranking                                             | 7 ottobre 2020   |
| Ottavi di finale     | 8                  | 16 → 8  | –                                                                      | 16 dicembre 2020 |
| Quarti di finale     | 4                  | 8 → 4   | –                                                                      | 3 marzo 2021     |
| Semifinali           | 2                  | 4 → 2   | –                                                                      | 31 marzo 2021    |
| Finale               | 1                  | 2 → 1   | –                                                                      | 19 maggio 2021   |

## Turno preliminare
Il sorteggio del turno preliminare si è tenuto il 25 agosto 2020.
| Squadra 1             | Risultato   | Squadra 2          |
| --------------------- | ----------- | ------------------ |
| 8 settembre 2020      |             |                    |
| Bjelovar              | 0 – 5       | Varaždin           |
| Segesta               | 3 – 4       | Croatia Zmijavci   |
| 9 settembre 2020      |             |                    |
| Dilj Vinkovci         | 1 – 0       | Virovitica         |
| Ferdinandovac         | 3 – 1       | Ivančica Ivanec    |
| Gaj Mače              | 20 – 2      | Lika Korenica      |
| Graničar Županja      | 1 – 0       | Slavonija Požega   |
| Mladost Tribunj       | 0 – 2       | Polet (SMnM)       |
| Rudar Mursko Središće | 3 – 0       | Tehnika Koprivnica |
| GOŠK Dubrovnik 1919   | 4 – 2       | BSK Bijelo Brdo    |
| Oriolik Oriovac       | 2 – 1       | Karlovac           |
| Pazinka               | 0 – 2       | Crikvenica         |
| Sloga Nova Gradiška   | 0 – 3       | Sesvete            |
| Kurilovec             | 4 – 0       | Papuk Orahovica    |
| Mladost Ždralovi      | 3 – 1       | Mladost Petrinja   |
| Rudar Labin           | 2 – 0 (dts) | Primorac Biograd   |
| HNK Gorica            | 1 – 0       | Belišće            |

## Sedicesimi di finale
Gli accoppiamenti vengono eseguiti automaticamente attraverso il ranking del momento (32ª–1ª, 31ª–2ª, 30ª–3ª, etc) e sono stati comunicati il 9 settembre 2020.

La graduatoria è la seguente: 1-Rijeka, 2-Dinamo, 3-Lokomotiva, 4-Hajduk, 5-Slaven Belupo, 6-Osijek, 7-Inter Zaprešić, 8-Istra 1961, 9-Šibenik, 10-RNK Split, 11-Vinogradar, 12-Zadar, 13-Zagreb, 14-Gorica, 15-Rudeš, 16-Cibalia, 17-Novigrad, 18-Varaždin, 19-Sesvete, 20-Mladost Ždralovi, 21-GOŠK Dubrovnik, 22-Kurilovec, 23-Oriolik, 24-Croatia Zmijavci, 25-Polet, 26-Rudar Labin, 27-Crikvenica, 28-Rudar M.Središće, 29-Graničar Županja, 30-Gaj Mače, 31-Ferdinandovac e 32-Dilj Vinkovci.

La gara fra Rudar Labin e Inter Zaprešić è stata interrotta per campo impraticabile dopo il primo tempo sullo 0–0 e completata il 20 ottobre.

Lo Zara non è più in attività, quindi il GOŠK Dubrovnik 1919 passa il turno senza colpo ferire.
| Squadra 1             | Risultato   | Squadra 2           |
| --------------------- | ----------- | ------------------- |
| 26 settembre 2020     |             |                     |
| Ferdinandovac         | 1 – 7       | Dinamo Zagabria     |
| 29 settembre 2020     |             |                     |
| Rudar Mursko Središće | 0 – 9       | Slaven Belupo       |
| 30 settembre 2020     |             |                     |
| Kurilovec             | 6 – 0       | Vinogradar          |
| 6 ottobre 2020        |             |                     |
| Crikvenica            | 1 – 5       | Osijek              |
| Graničar Županja      | 1 – 2       | Hajduk Spalato      |
| 7 ottobre 2020        |             |                     |
| Croatia Zmijavci      | 0 – 2 (dts) | Sebenico            |
| Dilj Vinkovci         | 0 – 6       | Rijeka              |
| Gaj Mače              | 2 – 3 (dts) | Lokomotiva Zagabria |
| GOŠK Dubrovnik 1919   | n.d.        | Zara                |
| Novigrad              | 1 – 3       | Rudeš               |
| Oriolik Oriovac       | 1 – 0       | RNK Spalato         |
| Polet (SMnM)          | 0 – 2       | Istria 1961         |
| Sesvete               | 3 – 4       | HNK Gorica          |
| Mladost Ždralovi      | 0 – 1 (dts) | NK Zagabria         |
| 10 ottobre 2020       |             |                     |
| Varaždin              | 2 – 0       | Cibalia             |
| 20 ottobre 2020       |             |                     |
| Rudar Labin           | 2 – 0       | Inter Zaprešić      |

## Ottavi di finale
Gli accoppiamenti vengono eseguiti automaticamente attraverso il ranking del momento (16ª–1ª, 15ª–2ª, 14ª–3ª, etc) e vengono comunicati il 7 ottobre 2020.
| Squadra 1           | Risultato   | Squadra 2           |
| ------------------- | ----------- | ------------------- |
| 14 novembre 2020    |             |                     |
| Kurilovec           | 0 – 4       | Osijek              |
| 7 dicembre 2020     |             |                     |
| HNK Gorica          | 3 – 1       | Lokomotiva Zagabria |
| 16 dicembre 2020    |             |                     |
| Rudeš               | 0 – 2       | Dinamo Zagabria     |
| Varaždin            | 1 – 2       | Rijeka              |
| 23 febbraio 2021    |             |                     |
| GOŠK Dubrovnik 1919 | 1 – 4       | Slaven Belupo       |
| 24 febbraio 2021    |             |                     |
| Sebenico            | 0 – 2       | Istria 1961         |
| 28 febbraio 2021    |             |                     |
| Oriolik Oriovac     | 1 – 0 (dts) | Rudar Labin         |
| 2 marzo 2021        |             |                     |
| NK Zagabria         | 0 – 3       | Hajduk Spalato      |

## Quarti di finale
Il sorteggio è stato effettuato il 21 dicembre 2020.

| Squadra 1       | Risultato | Squadra 2      |
| --------------- | --------- | -------------- |
| 3 marzo 2021    |           |                |
| Osijek          | 1 – 2     | Rijeka         |
| Dinamo Zagabria | 2 – 0     | Slaven Belupo  |
| 16 marzo 2021   |           |                |
| Oriolik Oriovac | 0 – 3     | Istria 1961    |
| HNK Gorica      | 3 – 0     | Hajduk Spalato |

## Semifinali
Il sorteggio delle semifinali è stato eseguito il 8 marzo 2021.
| Squadra 1       | Risultato   | Squadra 2  |
| --------------- | ----------- | ---------- |
| 14 aprile 2021  |             |            |
| Istria 1961     | 3 – 2       | Rijeka     |
| 28 aprile 2021  |             |            |
| Dinamo Zagabria | 4 – 1 (dts) | HNK Gorica |

## Finale
Il 10 marzo 2021, la HNS comunica che la sede della finale sarà Velika Gorica. A causa della pandemia del coronavirus la gara viene disputata senza spettatori.
| Arbitro: | Strukan (Spalato) |

|                                                                  |           |                               |
| Oršić 6’ 76’ Ademi 9’ Majer 33’ Šutalo 59’ (aut.) Gavranović 74’ | Marcatori | 53’ 54’ Hara 64’ (rig.) Gržan |

| Dinamo | Istra 1961 |

| P               | 1  | Danijel Zagorac           |     |     |
| D               | 13 | Stefan Ristovski          |     |     |
| D               | 6  | Rasmus Lauritsen          |     |     |
| D               | 28 | Kévin Théophile-Catherine | 79’ |     |
| D               | 32 | Joško Gvardiol            |     |     |
| C               | 5  | Arijan Ademi              | 61’ |     |
| C               | 97 | Kristijan Jakić           | 20’ | 61’ |
| C               | 10 | Lovro Majer               |     | 85’ |
| A               | 17 | Luka Ivanušec             |     | 73’ |
| A               | 99 | Mislav Oršić              |     | 85’ |
| A               | 21 | Bruno Petković            |     | 61’ |
| A disposizione: |    |                           |     |     |
| P               | 40 | Dominik Livaković         |     |     |
| D               | 30 | Petar Stojanović          |     |     |
| D               | 22 | Marin Leovac              |     |     |
| C               | 38 | Bartol Franjić            |     | 85’ |
| C               | 27 | Josip Mišić               |     | 61’ |
| C               | 24 | Marko Tolić               |     | 73’ |
| A               | 11 | Mario Gavranović          |     | 61’ |
| A               | 20 | Lirim Kastrati            |     | 85’ |
| A               | 8  | Izet Hajrović             |     |     |
| Allenatore:     |    |                           |     |     |
| Damir Krznar    |    |                           |     |     |

|                 |    |                   |     |     |
|                 |    |                   |     |     |
| P               | 1  | Ivan Lučić        |     |     |
| D               | 2  | Luka Hujber       |     |     |
| D               | 37 | Josip Šutalo      |     |     |
| D               | 27 | Josip Tomašević   |     |     |
| D               | 3  | Sergi González    |     |     |
| C               | 8  | Einar Galilea     | 56’ | 64’ |
| C               | 24 | Dino Halilović    | 64’ |     |
| C               | 20 | Antonio Ivančić   |     | 70’ |
| A               | 7  | Šime Gržan        | 80’ | 86’ |
| A               | 22 | Matej Vuk         |     | 86’ |
| A               | 9  | Taichi Hara       |     |     |
| A disposizione: |    |                   |     |     |
| P               | 16 | Fabrice Ondoa     |     |     |
| D               | 39 | Mauro Perković    |     |     |
| D               | 44 | João Silva        |     |     |
| C               | 14 | Antonio Perera    | 64’ | 80’ |
| C               | 23 | Stefan Lončar     |     |     |
| C               | 77 | Slavko Blagojević |     | 64’ |
| A               | 18 | Hassane Bandé     |     | 70’ |
| A               | 11 | Josip Špoljarić   |     | 86’ |
| A               | 34 | Mateo Lisica      |     | 86’ |
| Allenatore:     |    |                   |     |     |
| Danijel Jumić   |    |                   |     |     |

## Marcatori
| Pos. | Giocatore        | Squadra               | Reti |
| ---- | ---------------- | --------------------- | ---- |
| 1    | Luka Menalo      | Dinamo (3) Rijeka (3) | 6    |
| 1    | Taichi Hara      | Istria 1961           | 6    |
| 1    | Martin Šaban     | Gaj Mače              | 6    |
| 4    | Bruno Rihtar     | Gaj Mače              | 5    |
| 5    | Davor Iskrić     | Gaj Mače              | 3    |
| 5    | Tomislav Gudelj  | Croatia Zmijavci      | 3    |
| 5    | Filip Hodak      | Kurilovec             | 3    |
| 5    | Luka Sedlaček    | Kurilovec             | 3    |
| 5    | Mihovil Geljić   | Sesvete               | 3    |
| 5    | Josip Mitrović   | Gorica                | 3    |
| 5    | Kristijan Lovrić | Gorica                | 3    |
| 5    | Luka Matić       | GOŠK Dubrovnik 1919   | 3    |
| 5    | Miroslav Iličić  | Slaven Belupo         | 3    |
| 5    | Robert Murić     | Rijeka                | 3    |
| 5    | Arijan Ademi     | Dinamo                | 3    |